# Красивое (Еврейская автономная область)
Краси́вое — село в Биробиджанском районе Еврейской автономной области России. Входит в Бирофельдское сельское поселение.

## География
Через село Красивое проходит автотрасса областного значения Бирофельд — Амурзет, железнодорожная линия Биробиджан I — Нижнеленинское.

### Географическое положение
Расстояние до села Бирофельд (на северо-восток через Опытное Поле) 32 км, расстояние до Биробиджана 76 км (на север от Бирофельда по автотрассе Р455).

## Население
| 1992 | 2002 | 2010 |
| ---- | ---- | ---- |
| 610  | ↘363 | ↘256 |

## Инфраструктура
В селе расположена железнодорожная станция Красивый.

## Транспорт
Развит автомобильный и железнодорожный транспорт.